# Кобиля-Гура (Опольське воєводство)
Кобиля-Гура (пол. Kobyla Góra, нім. Wesendorf) — село в Польщі, у гміні Гожув-Шльонський Олеського повіту Опольського воєводства.
Населення — 89 осіб (2011).
У 1975—1998 роках село належало до Ченстоховського воєводства.

## Демографія
Демографічна структура станом на 31 березня 2011 року:
|          | Загалом | Допрацездатний вік | Працездатний вік | Постпрацездатний вік |
| -------- | ------- | ------------------ | ---------------- | -------------------- |
| Чоловіки | 42      | 10                 | 25               | 7                    |
| Жінки    | 47      | 7                  | 28               | 12                   |
| Разом    | 89      | 17                 | 53               | 19                   |